# زونبرگن
زونبرگن (به هلندی: Zevenbergen) یک منطقهٔ مسکونی در هلند است که در موردیک واقع شده‌است. زونبرگن ۴۹ کیلومتر مربع مساحت و ۱۴٬۱۲۷ نفر جمعیت دارد.